# Saison 2023-2024 de l'Aston Villa FC
Chronologie
Saison précédente Saison suivante
La saison 2023-2024 d'Aston Villa est la cent-quarante-neuvième saison du club et la vingt-neuvième saison du club en première division. Cette saison le club est engagé dans les compétitions nationales anglaises en Premier League, en FA Cup et en EFL Cup. Grâce à sa 7e place en championnat la saison passée, le club disputera la Ligue Europa Conférence 2023-2024 pour la première fois de son histoire en passant par un barrage avant d'espérer pouvoir accéder à la phase de groupe.

## Pré-saison

### Matchs amicaux
Les Villans participeront à la première édition de la Premier League Summer Series, tournoi organisé aux États-Unis, du 22 au 30 juillet 2023, en compagnie d'autres clubs du championnat.

## Transferts

### Transferts estivaux
| Nom                 | Nationalité | Poste             | Transfert                  | Provenance/Destination | Division           |
| Arrivées            |             |                   |                            |                        |                    |
| Moussa Diaby        | France      | Attaquant         | Transfert (55M d'€)        | Bayer Leverkusen       | Bundesliga         |
| Pau Torres          | Espagne     | Défenseur         | Transfert (33M d'€)        | Villarreal CF          | LaLiga             |
| Nicolò Zaniolo      | Italie      | Milieu offensif   | Prêt (avec option d'achat) | Galatasaray SK         | Süper Lig          |
| Clément Lenglet     | France      | Défenseur         | Prêt (sans option d'achat) | FC Barcelone           | LaLiga             |
| Youri Tielemans     | Belgique    | Milieu de terrain | Libre                      | Leicester City FC      | Premier League     |
| Départs             |             |                   |                            |                        |                    |
| Ashley Young        | Angleterre  | Défenseur         | Fin de contrat             | Everton FC             | Premier League     |
| Jed Steer           | Angleterre  | Gardien           | Fin de contrat             | -                      | -                  |
| Kaine Kesler-Hayden | Angleterre  | Défenseur         | Prêt                       | Plymouth Argyle        | EFL Championship   |
| Viljami Sinisalo    | Finlande    | Gardien           | Prêt                       | Exeter City            | League One         |
| Morgan Sanson       | France      | Milieu            | Prêt                       | OGC Nice               | Ligue 1            |
| Wesley Moraes       | Brésil      | Attaquant         | Transfert                  | Stoke City             | EFL Championship   |
| Keinan Davis        | Angleterre  | Attaquant         | Transfert (2,30M d'€)      | Udinese Calcio         | Serie A            |
| Marvelous Nakamba   | Zimbabwe    | Milieu            | Transfert (2,90M d'€)      | Luton Town             | Premier League     |
| Aaron Ramsey        | Angleterre  | Milieu offensif   | Transfert (16,45M d'€)     | Burnley FC             | Premier League     |
| Cameron Archer      | Angleterre  | Attaquant         | Transfert (21,55M d'€)     | Sheffield United FC    | Premier League     |
| Jaden Philogene     | Angleterre  | Attaquant         | Transfert (5,80M d'€)      | Hull City              | EFL Championship   |
| Philippe Coutinho   | Brésil      | Milieu offensif   | Prêt                       | Al-Duhail SC           | Qatar Stars League |

### Transferts hivernaux
| Nom                | Nationalité  | Poste            | Transfert            | Provenance/Destination   | Division         |
| Arrivées           |              |                  |                      |                          |                  |
| Morgan Rogers      | Angleterre   | Ailier           | Transfert (9,4M d'€) | Middlesbrough FC         | EFL Championship |
| Kosta Nedeljković  | Serbie       | Défenseur droit  | Transfert (7,6M d'€) | Étoile rouge de Belgrade | SuperLiga        |
| Joe Gauci          | Australie    | Gardien          | Transfert (1,5M d'€) | Adélaïde United FC       | A-League Men     |
| Lino Sousa         | Angleterre   | Défenseur gauche | Transfert            | Arsenal FC               | Premier League   |
| Départs            |              |                  |                      |                          |                  |
| Bertrand Traoré    | Burkina Faso | Ailier           | Transfert libre      | Villarreal CF            | LaLiga EA Sports |
| Leander Dendoncker | Belgique     | Milieu           | Prêt avec OA         | SSC Napoli               | Serie A          |
| Kosta Nedeljković  | Serbie       | Défenseur droit  | Prêt                 | Étoile rouge de Belgrade | SuperLiga        |
| Lino Sousa         | Angleterre   | Défenseur gauche | Prêt                 | Plymouth Argyle          | EFL Championship |
| Filip Marschall    | Angleterre   | Gardien          | Prêt                 | Milton Keynes Dons FC    | League Two       |

## Effectif professionnel

### Joueurs prêtés
Le tableau suivant liste les joueurs en prêts pour la saison 2023-2024.

## Compétitions

### Premier League
La Premier League est la 125e édition du Championnat d'Angleterre de football. La division oppose vingt clubs en une série de trente-huit rencontres.

#### Classement et statistiques
| Rang | Équipe            | Pts | J  | G  | N  | P  | Bp | Bc | Diff | Qualification ou relégation                                    |
| ---- | ----------------- | --- | -- | -- | -- | -- | -- | -- | ---- | -------------------------------------------------------------- |
| 2    | Arsenal FC S      | 89  | 38 | 28 | 5  | 5  | 91 | 29 | +62  | Qualification pour la phase de ligue de la Ligue des champions |
| 3    | Liverpool FC L    | 82  | 38 | 24 | 10 | 4  | 86 | 41 | +45  | Qualification pour la phase de ligue de la Ligue des champions |
| 4    | Aston Villa       | 68  | 38 | 20 | 8  | 10 | 76 | 61 | +15  | Qualification pour la phase de ligue de la Ligue des champions |
| 5    | Tottenham Hotspur | 66  | 38 | 20 | 6  | 12 | 74 | 61 | +13  | Qualification pour la phase de ligue de la Ligue Europa        |
| 6    | Chelsea FC        | 63  | 38 | 18 | 9  | 11 | 77 | 63 | +14  | Qualification pour les barrages de la Ligue Conférence         |

##### Évolution du classement
| Journée   | 01  | 02 | 03 | 04  | 05 | 06 | 07 | 08 | 09 | 10 | 11 | 12 | 13 | 14 | 15 | 16 | 17 | 18 | 19 | 20 | 21 | 22 | 23 | 24 | 25 | 26 | 27 | 28 | 29 | 30 | 31 | 32 | 33 | 34 | 35 | 36 | 37 | 38 |
| --------- | --- | -- | -- | --- | -- | -- | -- | -- | -- | -- | -- | -- | -- | -- | -- | -- | -- | -- | -- | -- | -- | -- | -- | -- | -- | -- | -- | -- | -- | -- | -- | -- | -- | -- | -- | -- | -- | -- |
| Terrain   | E   | D  | E  | E   | D  | E  | D  | E  | D  | D  | E  | D  | E  | E  | D  | D  | E  | D  | E  | D  | E  | D  | E  | D  | E  | D  | E  | D  | E  | D  | E  | D  | E  | D  | D  | E  | D  | E  |
| Résultats | D   | V  | V  | D   | V  | V  | V  | N  | V  | V  | D  | V  | V  | N  | V  | V  | V  | N  | D  | V  | N  | D  | V  | D  | V  | V  | V  | D  | N  | V  | D  | N  | V  | V  | N  | D  | N  | D  |
| Points    | 0   | 3  | 6  | 6   | 9  | 12 | 15 | 16 | 19 | 22 | 22 | 25 | 28 | 29 | 32 | 35 | 38 | 39 | 39 | 42 | 43 | 43 | 46 | 46 | 49 | 52 | 55 | 55 | 56 | 59 | 59 | 60 | 63 | 66 | 67 | 67 | 68 | 68 |
| Place     | 20e | 9e | 7e | 10e | 7e | 6e | 5e | 5e | 5e | 5e | 5e | 5e | 4e | 4e | 3e | 3e | 3e | 3e | 3e | 2e | 4e | 5e | 4e | 5e | 4e | 4e | 4e | 4e | 4e | 4e | 4e | 5e | 4e | 4e | 4e | 4e | 4e | 4e |

Source : premierleague.com
Terrain : D = Domicile ; E = Extérieur. Résultat : D = Défaite ; N = Nul ; V = Victoire.

### Ligue Europa Conférence
Aston Villa est qualifié pour les barrages de qualification de la Ligue Europa Conférence 2023-2024.

#### Barrages
| Équipe       | Aller | Total | Retour | Équipe         |
| ------------ | ----- | ----- | ------ | -------------- |
| Hibernian FC | 0 - 5 | 0 - 8 | 0 - 3  | Aston Villa FC |

#### Phase de groupes
| Rang | Équipe              | Pts | J | G | N | P | Bp | Bc | Diff |  | Résultats (▼ dom., ► ext.) |     |     |     |     |
| ---- | ------------------- | --- | - | - | - | - | -- | -- | ---- |  | -------------------------- | --- | --- | --- | --- |
| 1    | Aston Villa         | 13  | 6 | 4 | 1 | 1 | 12 | 7  | +5   |  | Aston Villa                |     | 2-1 | 2-1 | 1-0 |
| 2    | Legia Varsovie      | 12  | 6 | 4 | 0 | 2 | 10 | 6  | +4   |  | Legia Varsovie             | 3-2 |     | 2-0 | 2-0 |
| 3    | AZ Alkmaar          | 6   | 6 | 2 | 0 | 4 | 7  | 12 | -5   |  | AZ Alkmaar                 | 1-4 | 1-0 |     | 1-0 |
| 4    | HŠK Zrinjski Mostar | 4   | 6 | 1 | 1 | 4 | 6  | 10 | -4   |  | HŠK Zrinjski Mostar        | 1-1 | 1-2 | 4-3 |     |

#### Phase finale
| Équipe         | Aller | Total             | Retour   | Équipe      |
| -------------- | ----- | ----------------- | -------- | ----------- |
| Ajax Amsterdam | 0 - 0 | 0 - 4             | 0 - 4    | Aston Villa |
| Aston Villa    | 2 - 1 | 3 - 3 (4 - 3 tab) | 1 - 2 ap | LOSC Lille  |
| Aston Villa    | 2 - 4 | 2 - 6             | 0 - 2    | Olympiakós  |

### FA Cup
La FA Cup 2023-2024 est la 143e édition de la Coupe d'Angleterre de football.

### Carabao Cup
La Carabao Cup 2023-2024 est la 64e édition de la Coupe de la Ligue anglaise de football.

## Affluence
Affluence des Villans au Villa Park cette saison

### Plus grosses affluences
| Place | Match                           | Score | Journée  | Date       | Affluence |
| 1     | Aston Villa - Wolverhampton     | 2 - 0 | PL - J30 | 30/03/2024 | 42 640    |
| 2     | Aston Villa - Nottingham Forest | 4 - 2 | PL - J26 | 24/02/2024 | 42 422    |
| 3     | Aston Villa - Chelsea FC        | 2 - 2 | PL - J35 | 27/04/2024 | 42 354    |

## Statistiques

### Collectives
| Compétition             | Entrée en lice | Termine      | MJ | V  | N  | D  | BP  | BC | Diff. |
| ----------------------- | -------------- | ------------ | -- | -- | -- | -- | --- | -- | ----- |
| Premier League          | J1             | J38          | 38 | 20 | 8  | 10 | 76  | 61 | +15   |
| Ligue Europa Conférence | Barrages       | Demi-finales | 14 | 8  | 2  | 4  | 29  | 16 | +13   |
| FA Cup                  | 3e tour        | 4e tour      | 3  | 1  | 1  | 1  | 2   | 3  | -1    |
| Carabao Cup             | 3e tour        | 3e tour      | 1  | 0  | 0  | 1  | 1   | 2  | -1    |
| Total                   | Total          | Total        | 56 | 29 | 11 | 16 | 108 | 82 | +26   |

### Individuelles

#### Buteurs
| Place           | Nom                | Premier League | Ligue Europa Conférence | FA Cup | Carabao Cup | Total |
| --------------- | ------------------ | -------------- | ----------------------- | ------ | ----------- | ----- |
| 1               | Ollie Watkins      | 19             | 8                       | 0      | 0           | 27    |
| 2               | Leon Bailey        | 10             | 4                       | 0      | 0           | 14    |
| 3               | Douglas Luiz       | 9              | 1                       | 0      | 0           | 10    |
| 3               | Moussa Diaby       | 6              | 3                       | 1      | 0           | 10    |
| 5               | John McGinn        | 6              | 3                       | 0      | 0           | 9     |
| 6               | Jhon Durán         | 5              | 3                       | 0      | 0           | 8     |
| 7               | Matty Cash         | 2              | 2                       | 1      | 0           | 5     |
| 8               | Morgan Rogers      | 3              | 0                       | 0      | 0           | 3     |
| 8               | Álex Moreno        | 2              | 1                       | 0      | 0           | 3     |
| 8               | Nicolò Zaniolo     | 2              | 1                       | 0      | 0           | 3     |
| 8               | Youri Tielemans    | 2              | 1                       | 0      | 0           | 3     |
| 12              | Pau Torres         | 2              | 0                       | 0      | 0           | 2     |
| 12              | Lucas Digne        | 1              | 1                       | 0      | 0           | 2     |
| 14              | Jacob Ramsey       | 1              | 0                       | 0      | 0           | 1     |
| 14              | Ezri Konsa         | 1              | 0                       | 0      | 0           | 1     |
| 14              | Leander Dendoncker | 1              | 0                       | 0      | 0           | 1     |
| 14              | Diego Carlos       | 0              | 1                       | 0      | 0           | 1     |
| 14              | Boubacar Kamara    | 0              | 0                       | 0      | 1           | 1     |
| Contre son camp | Contre son camp    | 4              | 0                       | 0      | 0           | 4     |
| Total           | Total              | 76             | 29                      | 2      | 1           | 108   |

#### Passeurs décisifs
| Place | Nom             | Premier League | Ligue Europa Conférence | FA Cup | Carabao Cup | Total |
| ----- | --------------- | -------------- | ----------------------- | ------ | ----------- | ----- |
| 1     | Leon Bailey     | 9              | 6                       | 0      | 0           | 15    |
| 2     | Ollie Watkins   | 13             | 0                       | 0      | 0           | 12    |
| 3     | Douglas Luiz    | 5              | 4                       | 1      | 0           | 10    |
| 4     | Moussa Diaby    | 8              | 1                       | 0      | 0           | 9     |
| 5     | Youri Tielemans | 6              | 1                       | 0      | 0           | 7     |
| 5     | John McGinn     | 4              | 3                       | 0      | 0           | 7     |
| 7     | Lucas Digne     | 2              | 3                       | 0      | 0           | 5     |
| 8     | Matty Cash      | 2              | 1                       | 0      | 0           | 3     |
| 9     | Jacob Ramsey    | 1              | 0                       | 1      | 0           | 2     |
| 10    | Clément Lenglet | 1              | 0                       | 0      | 0           | 1     |
| 10    | Boubacar Kamara | 1              | 0                       | 0      | 0           | 1     |
| 10    | Morgan Rogers   | 1              | 0                       | 0      | 0           | 1     |
| 10    | Calum Chambers  | 1              | 0                       | 0      | 0           | 1     |
| 10    | Diego Carlos    | 0              | 1                       | 0      | 0           | 1     |
| 10    | Omari Kellyman  | 0              | 1                       | 0      | 0           | 1     |
| 10    | Pau Torres      | 0              | 1                       | 0      | 0           | 1     |
| 10    | Nicolò Zaniolo  | 0              | 1                       | 0      | 0           | 1     |
| Total | Total           | 55             | 22                      | 2      | 0           | 79    |